# قانون موری
قانون موری (به انگلیسی: Morrie's law) عنوانی است که برای اتحاد مثلثاتی زیر استفاده می‌شود:
{\displaystyle \cos(20^{\circ })\cdot \cos(40^{\circ })\cdot \cos(80^{\circ })={\frac {1}{8}}.}
که یک حالت خاص از قاعدهٔ کلیِ
{\displaystyle 2^{n}\cdot \prod _{k=0}^{n-1}\cos(2^{k}\alpha )={\frac {\sin(2^{n}\alpha )}{\sin(\alpha )}}}
به ازای n = 3  و α = 20°  است. این قاعده را ریچارد فاینمن بر اساس نام پسری به نام موری جیکابز که در دوران کودکی‌اش این قاعده را از او آموخته‌بود نامگذاری کرده است.
اتحاد مشابهی برای تابع سینوس نیز برقرار است:
{\displaystyle \sin(20^{\circ })\cdot \sin(40^{\circ })\cdot \sin(80^{\circ })={\frac {{\sqrt {3}}\ }{8}}.}
که حاصل تقسیم آن بر قانون موری به صورت زیر است:
{\displaystyle \tan(20^{\circ })\cdot \tan(40^{\circ })\cdot \tan(80^{\circ })={\sqrt {3}}=\tan(60^{\circ }).\,}

## اثبات
اگر رابطهٔ دوبرابرِ زاویهٔ تابع سینوس که مطابق آن
{\displaystyle \sin(2\alpha )=2\sin(\alpha )\cos(\alpha ).\,}
را برای یافتن {\displaystyle \cos(\alpha )} حل کنیم، خواهیم داشت:
{\displaystyle \cos(\alpha )={\frac {\sin(2\alpha )}{2\sin(\alpha )}}.}
و در ادامه:
{\displaystyle {\begin{aligned}\cos(2\alpha )&={\frac {\sin(4\alpha )}{2\sin(2\alpha )}}\\[6pt]\cos(4\alpha )&={\frac {\sin(8\alpha )}{2\sin(4\alpha )}}\\&{}\,\,\,\vdots \\\cos(2^{n-1}\alpha )&={\frac {\sin(2^{n}\alpha )}{2\sin(2^{n-1}\alpha )}}.\end{aligned}}}
از ضرب این عبارت‌ها در هم، داریم:
{\displaystyle \cos(\alpha )\cos(2\alpha )\cos(4\alpha )\cdots \cos(2^{n-1}\alpha )={\frac {\sin(2\alpha )}{2\sin(\alpha )}}\cdot {\frac {\sin(4\alpha )}{2\sin(2\alpha )}}\cdot {\frac {\sin(8\alpha )}{2\sin(4\alpha )}}\cdots {\frac {\sin(2^{n}\alpha )}{2\sin(2^{n-1}\alpha )}}.}
صورت‌ها و مخرج با هم خنثی می‌شوند و تنها مخرج کسر اول و صورت کسر آخر بر جای می‌ماند. با توجه به اینکه n عبارت در هر طرف از معادله داشته‌ایم، می‌توان نتیجه را به صورت زیر نوشت:
{\displaystyle \prod _{k=0}^{n-1}\cos(2^{k}\alpha )={\frac {\sin(2^{n}\alpha )}{2^{n}\sin(\alpha )}},}
که معادل قاعدهٔ کلی‌ای است که قانون موری از آن به دست می‌آید.